# اربابان هرج و مرج (فیلم)
اربابان هرج و مرج (انگلیسی: Lords of Chaos) یک فیلم در ژانر ترسناک و مهیج به کارگردانی یوناس اوکرلند است که در سال ۲۰۱۸ منتشر شد. از بازیگران آن می‌توان به اموری کوئن، روری کالکین، جک کیلمر، و اسکای فریرا اشاره کرد.
داستان درباره یک گروه راک است که برای دیده شدن دست به کارهای عجیب و خطرناک میزنند .